# Rhytidodera simulans
Rhytidodera simulans är en skalbaggsart som först beskrevs av White 1853. Rhytidodera simulans ingår i släktet Rhytidodera och familjen långhorningar.
Artens utbredningsområde är:
- Myanmar.
- Nepal.

Inga underarter finns listade i Catalogue of Life.